# Sportjahr 1895
Liste der Sportjahre

◄◄ | ◄ | 1891 | 1892 | 1893 | 1894 | Sportjahr 1895 | 1896 | 1897 | 1898 | 1899 | ► | ►►

Weitere Ereignisse  · Motorsportjahr

## Ereignisse

### Ballsportarten

#### Fußball und Cricket
- 24. Februar: Der SC Wacker Leipzig wird gegründet.

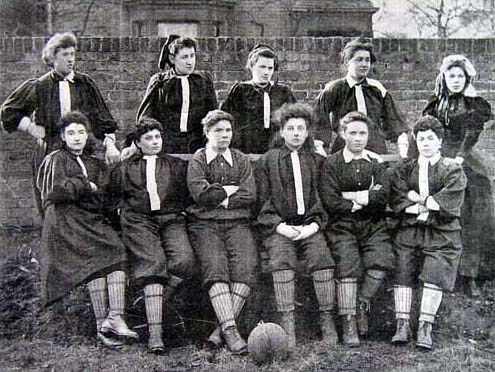
Der British Ladies Football Club 1895

- 23. März: Das auf Initiative von Nettie Honeyball durchgeführte erste Frauenfußball-Match zwischen England-Nord und England-Süd endet mit 7:1.
- 5. Mai: Der SC Victoria Hamburg wird gegründet.
- Mai: Die Süddeutsche Fußball-Union löst sich nach zwei Jahren wieder auf.
- 3. Juni: Der Hamburger SV St. Georg von 1895 wird gegründet.
- Der Hamburg-Altonaer Fußball-Bund organisiert die ersten Meisterschaftsspiele. Das erste Spiel findet am 1. September statt: Der Altonaer FC von 1893 unterliegt dem FC Association mit 0:5.
- 1. September: Der Verband der Belgischen Athletischen Sportgesellschaften wird gegründet.
- 15. Dezember: Der Fußball- und Cricket Club Eintracht Braunschweig wird gegründet.
- Der Schweizerische Fussballverband wird gegründet.
- Der Berliner FC Concordia wird gegründet.

#### Rugby
- 29. August: Die Northern Rugby Football Union, bestehend aus 20 unzufriedenen nordenglischen Rugbyclubs, spaltet sich von der Rugby Football Union ab.

#### Volleyball
- verm. Dezember: William G. Morgan, Sportlehrer in Holyoke, Massachusetts, entwickelt das Spiel Mintonette als sanftere Alternative zum 1891 erfundenen Basketball. Unter dem Namen Volleyball wird es in den nächsten Jahren zu einem weltweit beliebten Sport.

### Golf
- 4. Oktober: In Newport, Rhode Island, werden erstmals die US Open im Golf abgehalten. Sieger ist der Brite Horace Rawlins.

### Motorsport
- 18. Mai: Turin–Asti–Turin.
- 11. Juni bis 13. Juni: Paris–Bordeaux–Paris.
- 2. November: Times-Herald Expo Run.
- 28. November: Times-Herald Contest.

### Radsport
- 17. bis 19. August: Bahn-Radweltmeisterschaften 1895 in Köln-Riehl
- Die Radrennbahn von Roubaix wird errichtet.
- Alexander Gayer eröffnet die Grazer Trainierschule.

### Ringen / Schwingen
- 11. März: Der Eidgenössische Schwingerverband wird gegründet.
- 18. August: In Biel findet das erste Eidgenössische Schwing- und Älplerfest statt.

### Rudern
- 30. März: Oxford besiegt Cambridge im Boat Race in 20′05″.
- 17. November: Der brasilianische Ruderclub Flamengo Rio de Janeiro wird gegründet. In späteren Jahren wird er vor allem durch seine Fußballabteilung bekannt.

### Schach

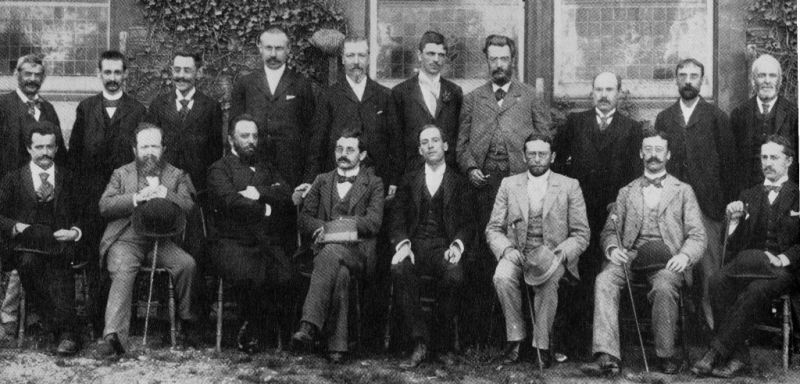
Teilnehmer des Schachturniers zu Hastings 1895: (von links)
Stehend: Adolf Albin, Carl Schlechter, Dawid Janowski, Georg Marco, Joseph Henry Blackburne, Géza Maróczy, Emanuel Schiffers, Isidor Gunsberg, Amos Burn, Samuel Tinsley.
Sitzend: Beniamino Vergani, Wilhelm Steinitz, Michail Iwanowitsch Tschigorin, Emanuel Lasker, Harry Nelson Pillsbury, Siegbert Tarrasch, Jacques Mieses, Richard Teichmann

- Sommer: In Hastings wird das erste Hastings-Schachturnier abgehalten. Überraschungssieger ist der US-Amerikaner Harry Nelson Pillsbury. Wilhelm Steinitz wird bei dem Turnier – gemeinsam mit Weltmeister Emanuel Lasker – nur Dritter, obwohl er mit der Partie Steinitz – von Bardeleben, Hastings 1895 gegen Curt von Bardeleben nach eigener Einschätzung die beste Partie seines Lebens spielt.

### Wintersport

#### Eiskunstlauf
- 26. Januar: Eiskunstlauf-Europameisterschaft 1895 in Budapest

#### Eisschnelllaufrekorde
- 3. Februar: Wilhelm Mauseth, Norwegen, läuft die 500 Meter Eisschnelllauf in Trondheim in 46,8 s.

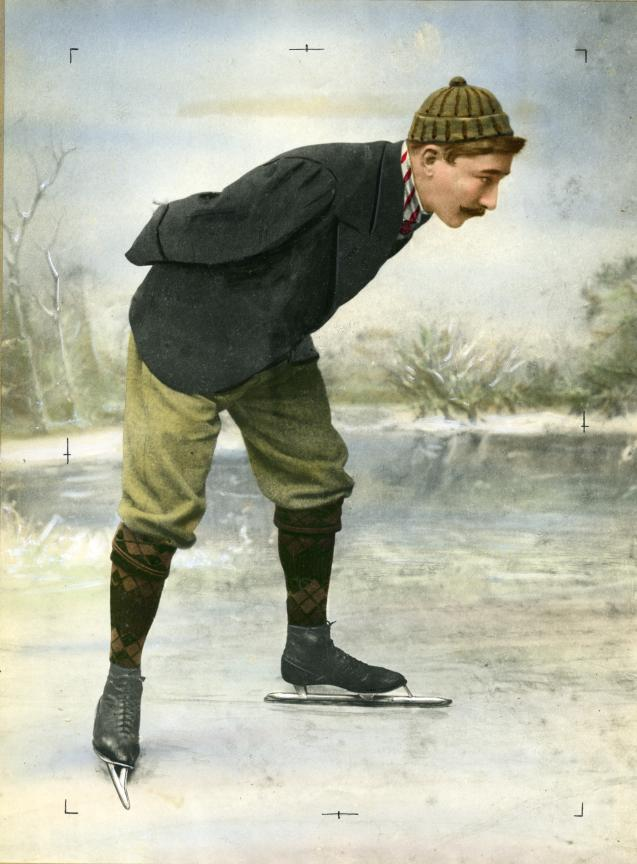
Jaap Eden um 1895

- 23. Februar: Jaap Eden, Niederlande, läuft die 1500 Meter Eisschnelllauf in Hamar in 2:25,4 min.
- 23. Februar: Jaap Eden, Niederlande, läuft die 10.000 Meter Eisschnelllauf in Hamar in 17:56,0 min.

#### Skisport
- 24. Februar: Das erste interne Skirennen des Österreichischen Skivereins findet im Gebiet von Pötzleinsdorf statt. Das Eröffnungsrennen gewann August Wärndörfer. L. Strasser gewinnt im Vereinslaufen und in der Vereinsmeisterschaft, Carl Armbruster das Vorgabelaufen und Paul Sieger den Sprunglauf.[1]

### Vereinsgründungen
- 17. November: Der brasilianische Fußballclub Flamengo Rio de Janeiro wird als Ruderverein gegründet.
- Der Berliner Sport-Club wird gegründet.

## Geboren

### Januar
- 02. Januar: Kenkichi Saitō, japanischer Schwimmer und Leichtathlet († 1960)
- 02. Januar: Harry Svendsen, norwegischer Schwimmer († 1960)
- 04. Januar: Karin Lundgren, schwedische Schwimmerin († 1977)
- 08. Januar: Klara Bornett, österreichische Wasserspringerin († 1939)
- 09. Januar: Greta Johansson, schwedische Schwimmerin und Wasserspringerin († 1978)
- 10. Januar: Percy Cerutty, australischer Leichtathletiktrainer († 1975)
- 14. Januar: Elsa Björklund, schwedische Schwimmerin († 1970)
- 17. Januar: John Duff, kanadischer Automobilrennfahrer († 1958)
- 17. Januar: Francesco Mattea, italienischer Fußballschiedsrichter († 1973)
- 18. Januar: Harold Webster, kanadischer Leichtathlet († 1958)
- 19. Januar: Károly Fogl, ungarischer Fußballspieler und -trainer († 1969)
- 22. Januar: Ali Neffati, tunesischer Radrennfahrer († 1974)
- 24. Januar: Albert Divo, französischer Automobilrennfahrer († 1966)
- 28. Januar: Kristian Hansen, dänischer Turner († 1955)
- 28. Januar: Walter Ramme, deutscher Schwimmer († unbekannt)
- 29. Januar: Luigi Cambiaso, italienischer Turner († 1975)

### Februar
- 02. Februar: George Halas, US-amerikanischer Football-Spieler, Trainer und Besitzer eines NFL-Teams († 1983)
- 02. Februar: Kristjan Larsen, dänischer Turner († 1972)
- 03. Februar: Charles Clibbon, britischer Leichtathlet († 1975)
- 05. Februar: Frederick Habberfield, britischer Radrennfahrer († 1943)
- 05. Februar: André Vercruysse, belgischer Radrennfahrer († 1968)
- 06. Februar: George Herman Ruth, deutschstämmiger US-amerikanischer Baseballspieler († 1948)
- 06. Februar: Jean-Pierre Vermetten, belgischer Schwimmer und Wasserballspieler († 1977)
- 07. Februar: Sven Friberg, schwedischer Fußballspieler († 1964)
- 08. Februar: Heikki Hirvonen, finnischer Skisportler († 1973)
- 09. Februar: Dutch Sternaman, US-amerikanischer American-Football-Spieler und Footballfunktionär († 1973)
- 10. Februar: Alf Aanning, norwegischer Turner († 1948)
- 11. Februar: Antonio Cattalinich, italienischer Ruderer († 1981)
- 12. Februar: Abraham Bailey, US-amerikanischer Baseballspieler († 1939)
- 14. Februar: Pietro Bianchi, italienischer Gewichtheber († 1962)
- 15. Februar: Earl Thomson, kanadischer Leichtathlet und Leichtathletiktrainer († 1971)
- 15. Februar: Herb Vollmer, US-amerikanischer Schwimmer und Wasserballspieler († 1961)
- 16. Februar: William Gilmore, US-amerikanischer Ruderer († 1969)
- 18. Februar: Ettore Bellotto, italienischer Turner († 1966)
- 18. Februar: George Bihlman, US-amerikanischer Leichtathlet († 1985)
- 18. Februar: Pete Henderson, kanadischer Automobilrennfahrer († 1940)
- 19. Februar: Hugo Sedláček, tschechoslowakischer Wasserballspieler († 1952)
- 20. Februar: Hans Hovgaard Jakobsen, dänischer Turner († 1980)
- 20. Februar: Louis Zborowski, britischer Automobilrennfahrer und -ingenieur († 1924)
- 22. Februar: Gerry Geran, US-amerikanischer Eishockeyspieler († 1981)
- 25. Februar: Sigfrid Lundberg, schwedischer Radrennfahrer († 1979)
- 25. Februar: Naitō Katsutoshi, japanischer Ringer und Judokämpfer († 1969)
- 26. Februar: William Laurentz, französischer Tennisspieler († 1922)
- 28. Februar: Renzo Morigi, italienischer Sportschütze († 1962)

### März
- 01. März: Domenico Matteucci, italienischer Sportschütze († 1976)
- 02. März: Herbert Drury, US-amerikanischer Eishockeyspieler († 1895)
- 03. März: Sol Butler, US-amerikanischer Leichtathlet († 1954)
- 03. März: Ernie Collett, kanadischer Eishockeyspieler († 1951)
- 04. März: Édouard Baumann, französischer Fußballspieler († 1985)
- 04. März: August Oberhauser, Schweizer Fußballspieler († 1971)
- 04. März: Bohumil Rameš, böhmisch-tschechoslowakischer Radrennfahrer († 1974)
- 04. März: John Sibbit, britischer Radrennfahrer, Radsporttrainer und -funktionär († 1950)
- 05. März: Lawrence Shields, US-amerikanischer Leichtathlet († 1976)
- 07. März: Aukusti Sihvola, finnischer Ringer († 1947)
- 12. März: Fred Gaby, britischer Leichtathlet († 1984)
- 13. März: Luigi Cevenini, italienischer Fußballspieler († 1968)
- 15. März: Enrico Marone Cinzano, italienischer Unternehmer und Fußballfunktionär († 1968)
- 20. März: Robert Benoist, französischer Widerstandskämpfer und Automobilrennfahrer († 1944)
- 23. März: Gustav Bayer, norwegischer Turner († 1977)
- 23. März: John Murphy, US-amerikanischer Leichtathlet († 1972)
- 25. März: Edmund Horton, US-amerikanischer Bobfahrer († 1944)
- 26. März: Vilho Tuulos, finnischer Leichtathlet († 1967)
- 27. März: Heinrich Moos, deutscher Fechter († 1976)
- 30. März: Cyril Weidenborner, US-amerikanischer Eishockeytorhüter († 1983)

### April
- 01. April: Tapani Niku, finnischer Skilangläufer († 1989)
- 01. April: Petrus Wernink, niederländischer Segler († 1971)
- 04. April: George Fish, US-amerikanischer Rugbyspieler († 1977)
- 04. April: Valdus Lund, schwedischer Fußballspieler († 1962)
- 13. April: Valentin Loos, tschechoslowakischer Eishockeyspieler († 1942)
- 13. April: Ivan Stedman, australischer Schwimmer († 1979)
- 13. April: Eugene Vidal, US-amerikanischer Leichtathlet, Football- und Basketballspieler († 1969)
- 20. April: Birger Cederin, schwedischer Fechter († 1942)
- 21. April: Willard Rice, US-amerikanischer Eishockeyspieler († 1967)
- 22. April: René Boulanger, französischer Turner († 1949)
- 23. April: John Ainsworth-Davis, britischer Leichtathlet († 1976)
- 23. April: Wojciech Bursa, polnischer Sportschütze († 1940)
- 23. April: Robert Coppée, belgischer Fußballspieler († 1970)
- 23. April: Luigi Magnotti, italienischer Radrennfahrer († 1948)
- 24. April: Arlie Schardt, US-amerikanischer Leichtathlet († 1980)
- 24. April: Gaston Van Volxem, belgischer Eishockeyspieler († unbekannt)
- 25. April: Stanley Rous, britischer Sportfunktionär, Präsident des Weltfußballverbandes FIFA († 1986)
- 26. April: Carl de la Sablière, französischer Segler († 1979)

### Mai
- 01. Mai: André Gaboriaud, französischer Fechter († 1969)
- 02. Mai: Ko Korsten, niederländischer Schwimmer († 1981)
- 02. Mai: Sven Krokström, schwedischer Leichtathlet († 1971)
- 07. Mai: Adolphe Goemaere, belgischer Hockeyspieler († 1970)
- 08. Mai: Harry Jones, kanadischer Segler († 1956)
- 08. Mai: Helmer Mörner, schwedischer Vielseitigkeitsreiter († 1962)
- 08. Mai: Willy Zick, deutscher Jagdflieger, Motorradrennfahrer und Unternehmer († 1972)
- 09. Mai: Frank Foss, US-amerikanischer Leichtathlet († 1989)
- 11. Mai: Jacques Brugnon, französischer Tennisspieler († 1978)
- 14. Mai: Albert White, US-amerikanischer Basketballspieler und Wasserspringer († 1895)
- 16. Mai: Lawrence Nuesslein, US-amerikanischer Sportschütze († 1971)
- 20. Mai: Aarne Pekkalainen, finnischer Segler († 1958)
- 22. Mai: Phyllis Covell, britische Tennisspielerin († 1982)
- 23. Mai: Władysław Segda, polnischer Fechter († 1994)
- 25. Mai: Clyde Swendsen, US-amerikanischer Wasserspringer sowie Wasserballspieler und -trainer († 1979)
- 28. Mai: Hamilton Jukes, britischer Eishockeyspieler († 1951)
- 31. Mai: Einar Lindqvist, schwedischer Bandy- und Eishockeyspieler († 1972)

### Juni
- 01. Juni: Erik Bjurberg, schwedischer Radrennfahrer († 1976)
- 01. Juni: Tadeusz Komorowski, polnischer Reitsportler († 1966)
- 05. Juni: Cecil McMaster, südafrikanischer Geher († 1981)
- 08. Juni: Santiago Bernabéu, spanischer Fußballspieler und -trainer († 1978)
- 10. Juni: Gustav Kinn, schwedischer Leichtathlet († 1978)
- 11. Juni: Frank Fredrickson, kanadischer Eishockeyspieler und -trainer († 1979)
- 11. Juni: Antonio Quarantotto, italienischer Schwimmer († 1987)
- 13. Juni: Artur Nielsen, dänischer Mittel- und Langstreckenläufer († 1988)
- 14. Juni: Jack Adams, kanadischer Eishockeyspieler und -trainer († 1968)
- 14. Juni: Erich Federschmidt, US-amerikanischer Ruderer († 1962)
- 17. Juni: Charles Brunet, französischer Automobilrennfahrer († 1949)
- 19. Juni: Constant Pieterse, niederländischer Ruderer († 1992)
- 20. Juni: Frederik Ahrensborg Clausen, dänischer Radrennfahrer († 1964)
- 22. Juni: Erik Winnberg, schwedischer Skilangläufer († 1981)
- 24. Juni: Jack Dempsey, US-amerikanischer Boxer († 1983)
- 25. Juni: Lewis Watson, US-amerikanischer Leichtathlet († 1961)
- 26. Juni: Heinrich Paal, estnischer Fußballspieler und -schiedsrichter, Leichtathlet, Sportfunktionär und Bandyspieler († 1941)
- 28. Juni: Félix Logiest, belgischer Turner († unbekannt)
- 28. Juni: Louis Raymond, südafrikanischer Tennisspieler († 1962)
- 28. Juni: Hans Sutor, deutscher Fußballspieler († 1976)

### Juli
- 03. Juli: Vilhelm Lindgrén, finnischer Schwimmer († 1960)
- 10. Juli: Gösta Törner, schwedischer Turner († 1971)
- 12. Juli: Antonio Vila-Coro, spanischer Wasserballspieler († 1977)
- 13. Juli: Carlo Speroni, italienischer Langstreckenläufer († 1969)
- 21. Juli: Adam Papée, polnischer Fechter, Fechttrainer und Sportfunktionär († 1990)
- 22. Juli: Édouard Van Haelen, belgischer Schwimmer († 1936)
- 24. Juli: Erich Hagenlocher, deutscher Karambolagespieler († 1958)
- 25. Juli: Maurice Gillen, luxemburgischer Radsportler († 1974)
- 30. Juli: Fred Faller, US-amerikanischer Leichtathlet († 1984)
- 31. Juli: André Derrien, französischer Segler († 1994)

### August
- 07. August: Sonja Johnsson, schwedische Schwimmerin († 1986)
- 07. August: Paul Sievert, deutscher Leichtathlet († 1988)
- 09. August: Nat Pendleton, US-amerikanischer Ringer und Schauspieler († 1967)
- 12. August: Thomas Maroney, US-amerikanischer Leichtathlet († 1971)
- 12. August: Joseph McCormick, US-amerikanisch-kanadischer Eishockeyspieler († 1958)
- 12. August: William Ormston, britischer Radrennfahrer († 1950)
- 13. August: István Barta, ungarischer Wasserballspieler († 1948)
- 18. August: Bernard Janssens, belgischer Radrennfahrer († unbekannt)
- 18. August: Jon Mårdalen, norwegischer Skilangläufer († 1977)
- 19. August: Henk Vermetten, niederländischer Fußballspieler († 1964)
- 24. August: Lauritz Wigand-Larsen, norwegischer Turner († 1951)
- 29. August: Carlo Bigatto, italienischer Fußballspieler und -trainer († 1942)
- 31. August: Eugen Braun, österreichischer Fußballschiedsrichter († 1986)

### September
- 03. September: Erik Ørvig, norwegischer Segler († 1949)
- 07. September: Brian Horrocks, britischer Moderner Fünfkämpfer († 1985)
- 11. September: George Bretnall, US-amerikanischer Leichtathlet († 1974)
- 12. September: Yngve Holm, schwedischer Segler († 1943)
- 12. September: Fredrik Löwenadler, schwedischer Schwimmer († 1967)
- 13. September: Morris Kirksey, US-amerikanischer Leichtathlet und Olympiasieger († 1981)
- 17. September: Georg Faehlmann, estnischer Segler († 1975)
- 17. September: Ângelo Gammaro, brasilianischer Schwimmer und Wasserballspieler († 1977)
- 18. September: Jean Batmale, französischer Fußballspieler und -trainer († 1973)
- 18. September: Robert Zander, schwedischer Fußballtorhüter († 1966)
- 19. September: Albert Hersoy, französischer Turner († 1979)
- 22. September: Giuseppe Paris, italienischer Turner († 1968)
- 27. September: Woolf Barnato, britischer Finanzier, Automobilrennfahrer und Cricketspieler († 1948)

### Oktober
- 03. Oktober: Ralph Spearow, US-amerikanischer Leichtathlet († 1980)
- 05. Oktober: Edmond Bourlier, französischer Automobilrennfahrer († 1935)
- 05. Oktober: Väinö Ikonen, finnischer Ringer († 1954)
- 05. Oktober: Svea Norén, schwedische Eiskunstläuferin († 1985)
- 06. Oktober: William Petersson, schwedischer Leichtathlet und Sportfunktionär († 1965)
- 10. Oktober: Alfred Neuland, estnischer Gewichtheber († 1966)
- 11. Oktober: Howard Cann, US-amerikanischer Leichtathlet und Basketballtrainer († 1992)
- 13. Oktober: Carl Westergren, schwedischer Ringer († 1958)
- 17. Oktober: János Grimm, ungarischer Radrennfahrer († 1974)
- 19. Oktober: Anthony Conroy, US-amerikanischer Eishockeyspieler († 1978)
- 20. Oktober: Bjørn Skjærpe, norwegischer Turner († unbekannt)
- 21. Oktober: Pekka Johansson, finnischer Speerwerfer († 1983)
- 22. Oktober: John Beckman, US-amerikanischer Basketballspieler († 1968)
- 30. Oktober: Alfredo Zibechi, uruguayischer Fußballspieler († 1958)

### November
- 01. November: Joe Blewitt, britischer Leichtathlet († 1954)
- 04. November: Georg Högström, schwedischer Leichtathlet († 1976)
- 05. November: Gé Bohlander, niederländischer Wasserballspieler († 1940)
- 10. November: Eric Carruthers, britischer Eishockeyspieler († 1931)
- 12. November: Manuel Alonso, spanischer Tennisspieler († 1984)
- 12. November: Vittore Stocchi, italienischer Ruderer († 1967)
- 13. November: Charles Leaf, britischer Segler († 1947)
- 13. November: Jan de Natris, niederländischer Fußballspieler († 1972)
- 14. November: Ernest Parker, britischer Schwimmer († 1965)
- 15. November: Hagbart Haakonsen, norwegischer Skilangläufer und Nordischer Kombinierer († 1984)
- 15. November: Mauritz Sandberg, schwedischer Fußballspieler († 1981)
- 15. November: Fridrihs Ukstiņš, lettischer Radrennfahrer († 1972)
- 16. November: Harry Mitchell, britischer Boxer († 1983)
- 18. November: Eleanor Goss, US-amerikanische Tennisspielerin († 1982)
- 20. November: Louis Harant, US-amerikanischer Sportschütze († 1986)
- 20. November: Frithjof Paulsen, norwegischer Eisschnellläufer († 1988)

### Dezember
- 02. Dezember: Erwin Casmir, deutscher Fechter († 1982)
- 05. Dezember: Carl Wentzel, deutscher Regattasegler († 1952)
- 06. Dezember: George Webber, britischer Leichtathlet († 1950)
- 07. Dezember: Karl Flink, deutscher Fußballnationalspieler († 1958)
- 12. Dezember: Beattie Ramsay, kanadischer Eishockeyspieler († 1952)
- 16. Dezember: Emil Filliol, Schweizer Eishockeyspieler († 1955)
- 16. Dezember: Giulio Lamberti, italienischer Ruderer († 1985)
- 16. Dezember: Ivar Sahlin, schwedischer Leichtathlet († 1980)
- 17. Dezember: Gordon Goodwin, britischer Leichtathlet († 1984)
- 17. Dezember: Gerald Patterson, australischer Tennisspieler († 1967)
- 18. Dezember: Ture Hedman, schwedischer Turner († 1950)
- 23. Dezember: Adriaan Koonings, niederländischer Fußballspieler († 1963)
- 24. Dezember: Josef Uridil, österreichischer Fußballspieler († 1962)
- 27. Dezember: Harold Annison, britischer Schwimmer und Wasserballspieler († 1957)
- 29. Dezember: Olle Andersson, schwedischer Tennisspieler († 1974)
- 29. Dezember: Thierry de Briey, belgischer Springreiter († 1945)
- 31. Dezember: Ejvind Blach, dänischer Hockeyspieler († 1972)
- 31. Dezember: Elly Winter, deutsche Eiskunstläuferin († unbekannt)

### Datum unbekannt
- Destin Destine, haitianischer Sportschütze († unbekannt)
- Joseph Misrahi, ägyptischer Fechter († 1975)
- Mikes Tsamis, griechischer Wasserballspieler († unbekannt)

## Gestorben
- 18. Februar: Carl Abs, deutscher Ringer (* 1851)